# Pauline Lecarpentier
Pauline Denise Lecarpentier (Boulogne-sur-Mer, 25 de mayo de 1997) es un deportista francesa que compite en lucha libre. Ganó tres medallas en el Campeonato Europeo de Lucha entre los años 2022 y 2025.

## Palmarés internacional
| Campeonato Europeo | Campeonato Europeo      | Campeonato Europeo | Campeonato Europeo |
| Año                | Lugar                   | Medalla            | Categoría          |
| ------------------ | ----------------------- | ------------------ | ------------------ |
| 2022               | Budapest (Hungría)      | Medalla de plata   | 68 kg              |
| 2023               | Zagreb (Croacia)        | Medalla de bronce  | 72 kg              |
| 2025               | Bratislava (Eslovaquia) | Medalla de bronce  | 72 kg              |